# Pasaże (pomnik)
Pasaże – pomnik izraelskiego artysty Daniego Karawana zlokalizowany w katalońskim miasteczku Portbou, tuż obok miejscowego cmentarza.
Pomnik upamiętnia niemieckiego filozofa Waltera Benjamina, który zmarł tragicznie w Portbou 26 września 1940, podczas nieudanej próby przekroczenia granicy francuskiej (Benjamin planował uciec przed nazistowskimi władzami, przedostając się przez Hiszpanię do Portugalii, skąd miał udać się do Stanów Zjednoczonych; zatrzymany przez straż graniczną, która odmówiła mu przejścia, w obawie przed trafieniem w ręce gestapo, popełnił samobójstwo).

## Okoliczności powstania
Pomnik powstał w celu uczczenia 50. rocznicy śmierci filozofa, na zlecenie władz katalońskich i niemieckich, z inicjatywy Richarda von Weizsäckera. W 1989 Konrad Scheurmann, dyrektor Arbeitskreis selbständiger Kultur-Institute, działając z upoważnienia niemieckiego ministerstwa spraw zagranicznych, skontaktował się telefonicznie z Karawanem i zaoferował mu stworzenie pomnika na cześć Benjamina. Jednocześnie Scheurmann ostrzegł artystę, że fundusze na ten projekt są bardzo ograniczone, mimo to Karawan zdecydował się przyjąć zlecenie, ze względu na szacunek do Benjamina.
Władze Portbou zaoferowały artyście całkowitą swobodę wyboru lokalizacji pomnika. W październiku 1989 Karawan po raz pierwszy udał się do miasta, następnie pojawił się tam ponownie w grudniu. Po tych dwóch wizytach był już zdecydowany umieścić pomnik w pobliżu cmentarza, skąd słychać było jednocześnie dźwięki morza i pociągów, a także można było dostrzec dawną granicę francusko-hiszpańską; inspirujący dla artysty był też widoczny w dole morski wir.
W następnych latach Karawan wielokrotnie odwiedzał Portbou. W 1990 dokonał pomiarów i zakreślił na miejscu rozmieszczenie pomnika. W tym samym roku, we wrześniu umieścił też pierwszy kamień. Budowa miała rozpocząć się wiosną 1992, jednak wstrzymano ją ze względu na to, że w Niemczech rozpoczęła się dyskusja dotycząca tego, czy należy finansować projekt. Ostatecznie, dzięki wsparciu Richarda von Weizsäckera, budowę podjęto.
Pomnik został odsłonięty 15 maja 1994. Na odsłonięciu obecni byli m.in. Richard von Weizsäcker, Lisa Fittko (przewodniczka Benjamina w drodze przez Pireneje do Portbou), księżna Helga Maria zu Löwenstein-Wertheim-Freudenberg, Volkmar Zühlsdorff oraz przedstawiciele władz niemieckich i władz Portbou.

## Opis pomnika

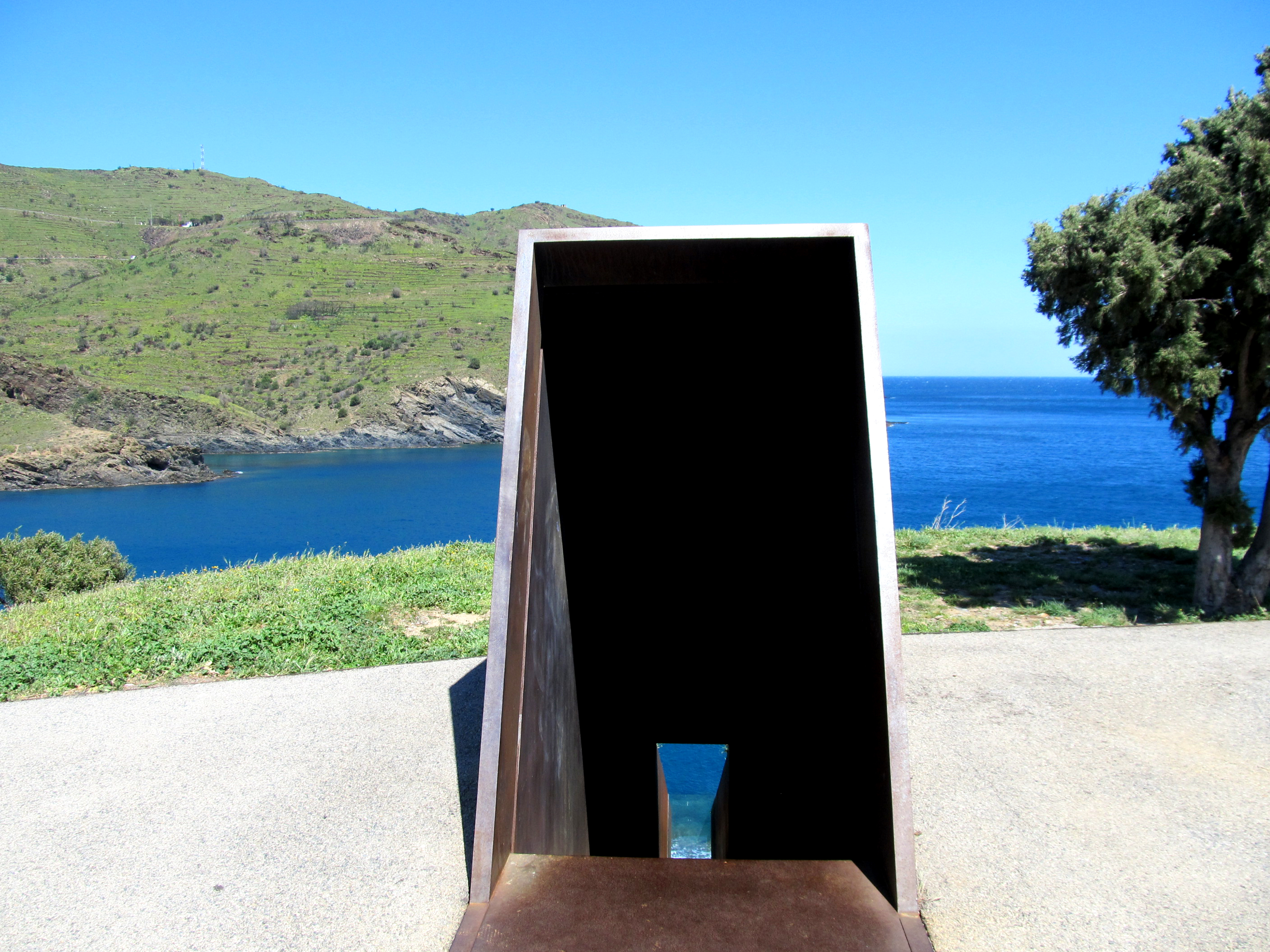
Pasaże

Tytuł pomnika nawiązuje zarówno do ostatniego, nieudanego „pasażu” Benjamina (przejścia z Francji do Hiszpanii), jak i do nieukończonego przez niego dzieła filozoficznego pt. Pasaże.
Pomnik został wkomponowany przez artystę w nadmorski krajobraz; ma formę korytarza, schodzącego skośnie ku morzu. Korytarz wykonany jest z zardzewiałej stali, z płyt o wysokości 2,35 metra. Odbiorca może wejść do pomnika i pokonać 87 stromych stopni prowadzących do wody. Schodząc, widz nie dostrzega morza, widzi je dopiero, kiedy znajdzie się na samym dole. Tam jednak oddziela go od niego tafla szkła, na której wyryto cytat z eseju Benjamina O pojęciu historii, zapisany w kilku językach (ang. It is a more arduous task to honour the memory of anonymous beings than that of famous persons. The construction of history is consecrated to the memory of those who have no name.).
Częścią pomnika jest także skalista ścieżka, prowadząca do rosnącego w pobliżu drzewa oliwnego oraz do punktu, z którego, poprzez ogrodzenie cmentarza, widać morze i horyzont. Tym samym pomnik Karawana składa się w sumie z trzech pasaży: przejścia przez tunel oraz dwukrotnej drogi ścieżką.
Metalowy korytarz, zakończony szklaną taflą może kojarzyć się z budowanymi ze stali i szkła paryskimi pasażami, o których pisał Benjamin w swojej nieukończonej książce. Jednocześnie, wraz z pozostałymi elementami pomnika, przywołuje takie kategorie, jak samotność i wygnanie. Zgodnie z powziętym przez siebie założeniem, Karawan nie stworzył pomnika pochwalnego na cześć Benjamina i jego pracy, ale pomnik, który przywołuje i przypomina jego doświadczenie oraz upamiętnia bezimiennych.